# بالدار ووکونگ
بالدار ووکونگ (نام علمی: Wukongopteridae) نام یک تیره از راسته خزندگان بال‌دار است.